# 圣热尔
圣热尔（法語：Saint-Jeures，法語發音：[sɛ̃ ʒœʁ]）是法国上卢瓦尔省的一个市镇，位于该省东部，卢瓦尔河和罗讷河两大流域的分水岭地带，属于伊桑若区。

## 地理
圣热尔（45°5'46"N, 4°12'18"E）面积34.14 平方千米，位于法国奥弗涅-罗讷-阿尔卑斯大区上盧瓦爾省，该省份为法国中南部省份，北起多姆山省和卢瓦尔省，西接康塔爾省，南至洛泽尔省，东临阿尔代什省。
与圣热尔接壤的市镇（或旧市镇、城区）包括：阿罗勒、舍讷雷耶、格拉扎克、拉普特、马泽圣瓦、唐斯、伊桑若。
圣热尔的时区为UTC+01:00、UTC+02:00（夏令时）。

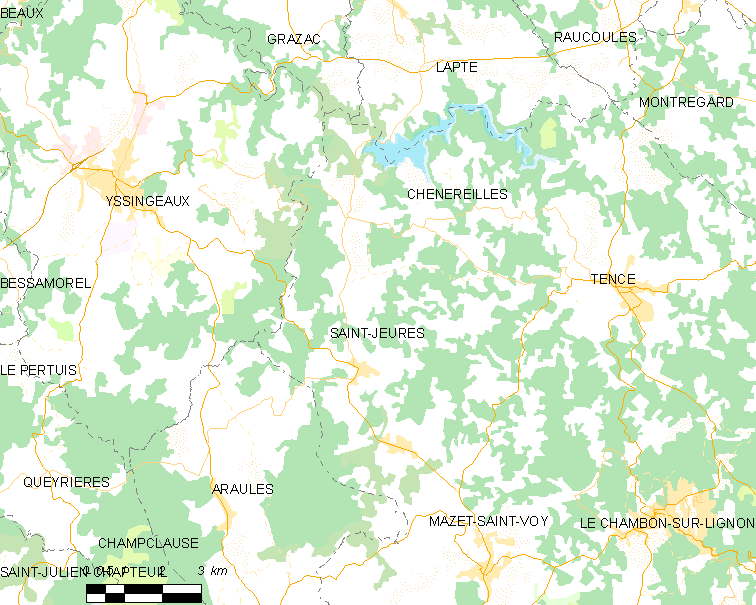
圣热尔的OSM定位图

## 行政
圣热尔的邮政编码为43200，INSEE市镇编码为43199。

## 政治
圣热尔所属的省级选区为布蒂耶尔县。

## 交通
上卢瓦尔省省道D7线、D18线、D47线和D47线在境内交汇。

## 人口

1962-2008年间圣热尔人口变化图示

圣热尔于2022年1月1日时的人口数量为993人。